# Cine pornográfico en España
Las primeras referencias al cine pornográfico en España la constituyen una serie de películas de los años veinte rodadas en Barcelona por encargo del Conde de Romanones, que actuaba en nombre del rey Alfonso XIII, un gran aficionado al género y al erotismo en general, según cuenta el investigador Román Gubern. La Generalidad Valenciana restauró tres cortometrajes porno de los años veinte: El confesor, El ministro y Consultorio de señoras, encargados por Romanones a los hermanos Ricardo y Ramón de Baños, dueños de la productora barcelonesa Royal Films. 
Otros consideran que el primer largometraje porno español sería, tras el auge que tuvo el género en los años setenta en todo el mundo y en Estados Unidos en concreto, Lilian, la virgen pervertida, film de Jesús Franco estrenado en 1984. Era una película clasificada S con algunos añadidos. Entre 1984 y 1987 Franco dirigió once películas pornográficas, como Entre pitos anda el juego (1985) con Lina Romay.
Durante años el cine porno en España tuvo grandes dificultades para su desarrollo. Jaime Chávarri fue el único director de cine convencional que quiso rodar porno: Regalo de cumpleaños, en 1988. Desde 1992 se inicia el auge del porno español gracias a la labor de nombres como José María Ponce, Antonio Marcos o María Bianco. En 1993 nace el FICEB barcelonés en la ciudad considerada capital del porno español; en 2005 Madrid emula a la capital catalana creando su propio festival.
El número de actores y directores ha aumentado en la primera década del siglo XXI, y algunos han cobrado relevancia en los medios de comunicación generales, como los directores Hermanos Lapiedra o Torbe, representante del porno-freak español, o el actor Nacho Vidal, actor de fama internacional.
Desde 2008 la industria del porno español vive salvo excepciones afectada por la crisis general y por la propia crisis en particular, al estar el mercado del porno más en auge en internet que en los formatos tradicionales (VHS, DVD). La crisis también afectó a los principales festivales, como el FICEB.

## Festivales
- FICEB, Barcelona
- Festival Erótico de Madrid, Madrid
- Euskalsex, Salón Internacional Erótico de Euskadi, Bilbao
- Festival Erótico de Torremolinos